# قطعنامه ۱۰۳۴ شورای امنیت
قطعنامه ۱۰۳۴ شورای امنیت سازمان ملل متحد که در تاریخ ۲۱ دسامبر ۱۹۹۵ تصویب شد، سندی بین‌المللی دربارهٔ بوسنی و هرزگوین است. این قطعنامه طی نشست ۳۶۱۲ام با ۱۵ رای موافق، ۰ مخالف و ۰ ممتنع تصویب شد.